# Chassal
Chassal ist eine Ortschaft und eine ehemalige französische Gemeinde mit 426 Einwohnern (Stand: 1. Januar 2019) im Département Jura in der Region Bourgogne-Franche-Comté. Sie gehörte zum Arrondissement Saint-Claude und zum Kanton Saint-Lupicin.
Mit Wirkung vom 1. Januar 2019 wurden die ehemaligen Gemeinden Chassal und Molinges zur Commune nouvelle Chassal-Molinges zusammengeschlossen und haben in der neuen Gemeinde der Status einer Commune déléguée. Der Verwaltungssitz befindet sich im Ort Molinges.

## Geographie
Chassal liegt auf 362 m, etwa sieben Kilometer westsüdwestlich der Stadt Saint-Claude (Luftlinie). Das Dorf erstreckt sich im Jura, im Tal der Bienne, auf der Südseite des Flusses in einer Talweitung, am Fuß des Höhenrückens des Crêt de Surmontant.
Das Gebiet umfasst einen Abschnitt des französischen Juras. Der zentrale Teil wird von einer ungefähr 0,5 km breiten Talniederung der Bienne eingenommen, die hier von Osten nach Westen durch den flachen Talboden fließt. Am nördlichen Talrand gegenüber von Molinges befindet sich die Karstquelle, die unter anderem vom Wasser des Lac de l’Abbaye gespeist wird. Auf beiden Seiten wird die flache Talaue von steil ansteigenden und teilweise von Felsbändern durchzogenen Hängen flankiert. Im Süden verläuft der Hang von Larrivoire, und das Gebiet reicht in das Tal des Longviry hinein, der unterhalb von Chassal in die Bienne mündet. Nach Norden erstreckt sich das Areal bis auf einen schmalen bewaldeten Kamm, auf dem mit 665 m die höchste Erhebung von Chassal erreicht wird. Der Ort ist Teil des Regionalen Naturparks Haut-Jura (frz.: Parc naturel régional du Haut-Jura).
Zu Chassal gehören der Weiler Marignat (360 m) auf der nördlichen Seite der Bienne sowie einige Einzelhöfe. Nachbargemeinden von Chassal sind Lavans-lès-Saint-Claude im Norden, Saint-Claude im Osten, Larrivoire im Süden sowie Molinges und Pratz im Westen.

## Geschichte
Erstmals urkundlich erwähnt wird Chassal im Jahr 855 unter dem Namen Cassenatis. Der Ort gehörte zum Besitz der Abtei von Saint-Claude. Chassal wurde im Mittelalter Mittelpunkt einer Herrschaft, die von der Abtei abhängig war. Zusammen mit der Franche-Comté gelangte das Dorf mit dem Frieden von Nimwegen 1678 an Frankreich. Zu einer Gebietsveränderung kam es 1822, als das vorher selbständige Marignat nach Chassal eingemeindet wurde.
Mitte des 18. Jahrhunderts wurde bei Chassal mit dem Abbau von Marmor begonnen, der ab 1827 in der Marmorschleiferei des Nachbarortes Molinges bearbeitet wurde. Der gelbliche Stein trägt den Namen Brocatelle. Im Verlauf des 19. Jahrhunderts entwickelte sich Chassal zu einem Industriestandort. Die Wasserkraft der Bienne wurde für den Betrieb von Mühlen und Sägereien genutzt. Auch eine Edelsteinschleiferei war bis ins 20. Jahrhundert hinein in Chassal ansässig.

## Bevölkerung
| Bevölkerungsentwicklung | Bevölkerungsentwicklung |
| Jahr                    | Einwohner               |
| ----------------------- | ----------------------- |
| 1962                    | 320                     |
| 1968                    | 352                     |
| 1975                    | 383                     |
| 1982                    | 425                     |
| 1990                    | 492                     |
| 1999                    | 509                     |
| 2017                    | 432                     |

Chassal gehörte zu den kleinen Gemeinden des Départements Jura. Nachdem die Einwohnerzahl in der ersten Hälfte des 20. Jahrhunderts stets im Bereich von 350 Personen gelegen hatte, wurde seit Beginn der 1960er-Jahre eine deutliche Bevölkerungszunahme verzeichnet.

## Wirtschaft und Infrastruktur
Chassal ist heute ein durch die industrielle Tätigkeit geprägtes Dorf. Es besitzt verschiedene Betriebe des Klein- und Mittelgewerbes, die insgesamt rund 300 Arbeitnehmer beschäftigen. Zu den wichtigen Industriezweigen gehören die Kunststoffindustrie, die Automobilindustrie, feinmechanische Werkstätten und das Baugewerbe. Auch der Marmorsteinbruch ist noch heute in Betrieb.
Die Ortschaft ist verkehrstechnisch gut erschlossen. Sie liegt an der Hauptstraße, die von Oyonnax nach Saint-Claude führt. Der nächste Anschluss an die Autobahn A404 (Saint-Martin-du-Frêne – Oyonnax) befindet sich in einer Entfernung von rund 19 km. Chassal besitzt einen Bahnhof an der Eisenbahnlinie von Oyonnax nach Saint-Claude.

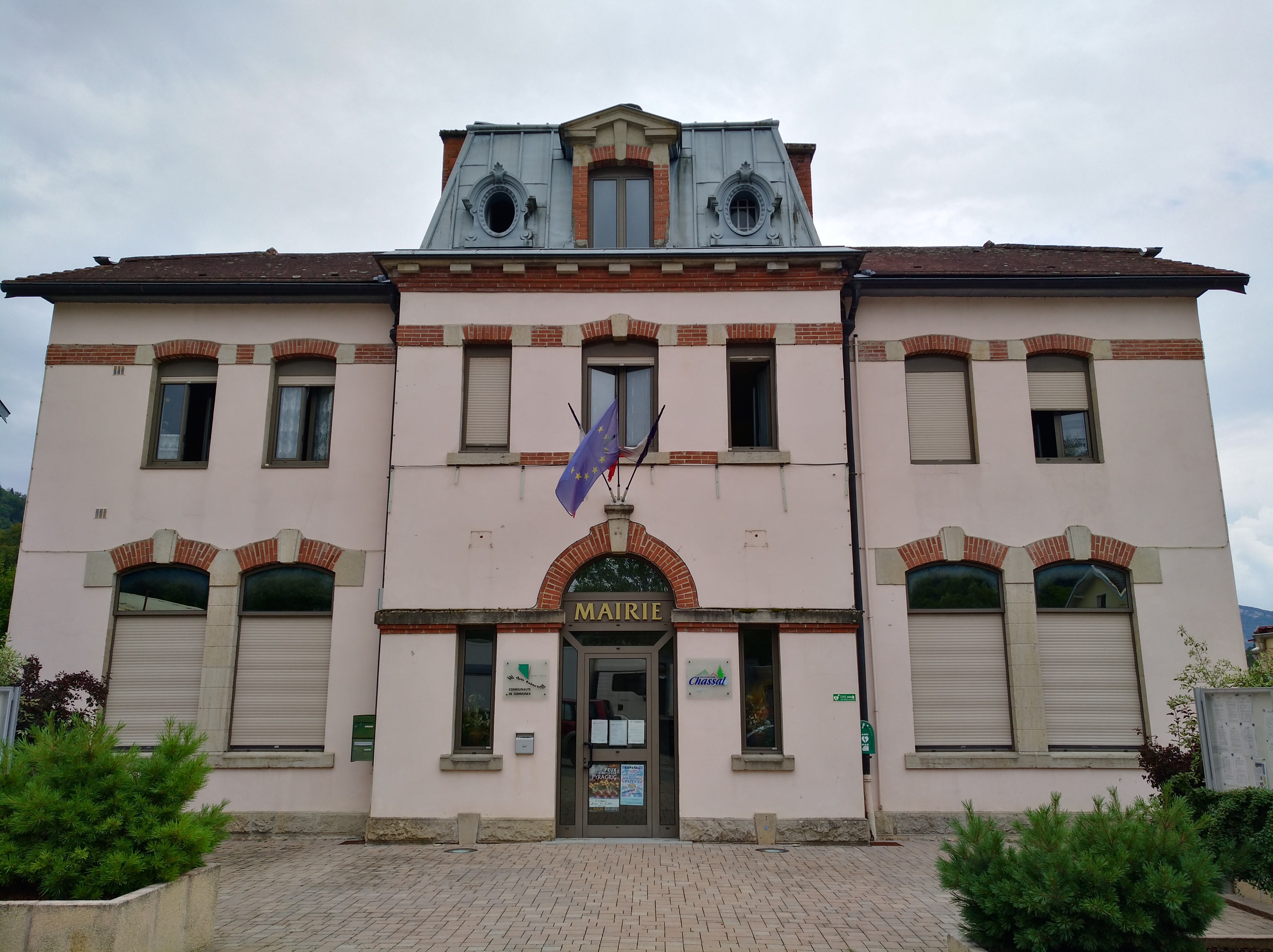
Ehemalige Mairie Chassal
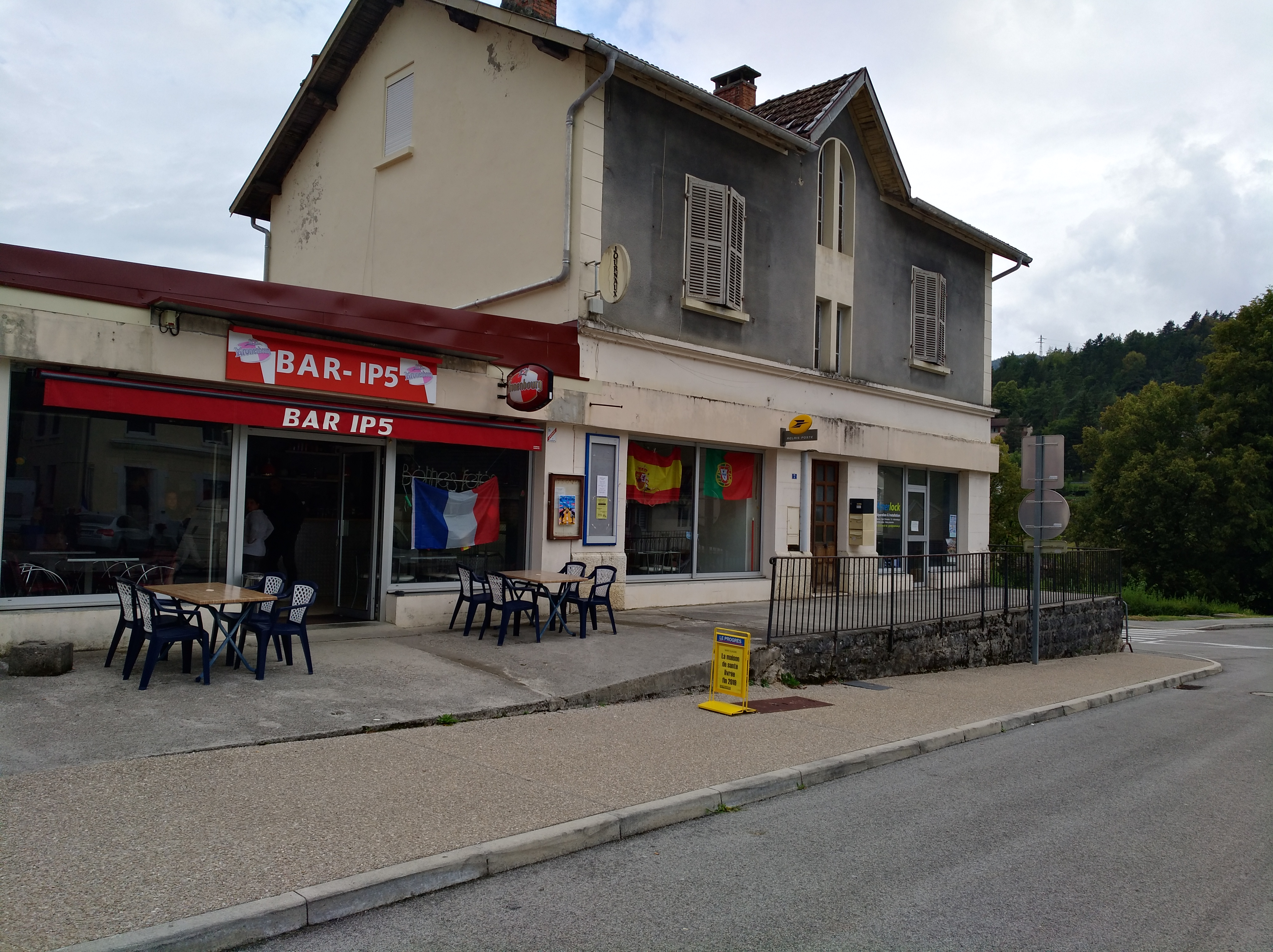
Bar und Postamt
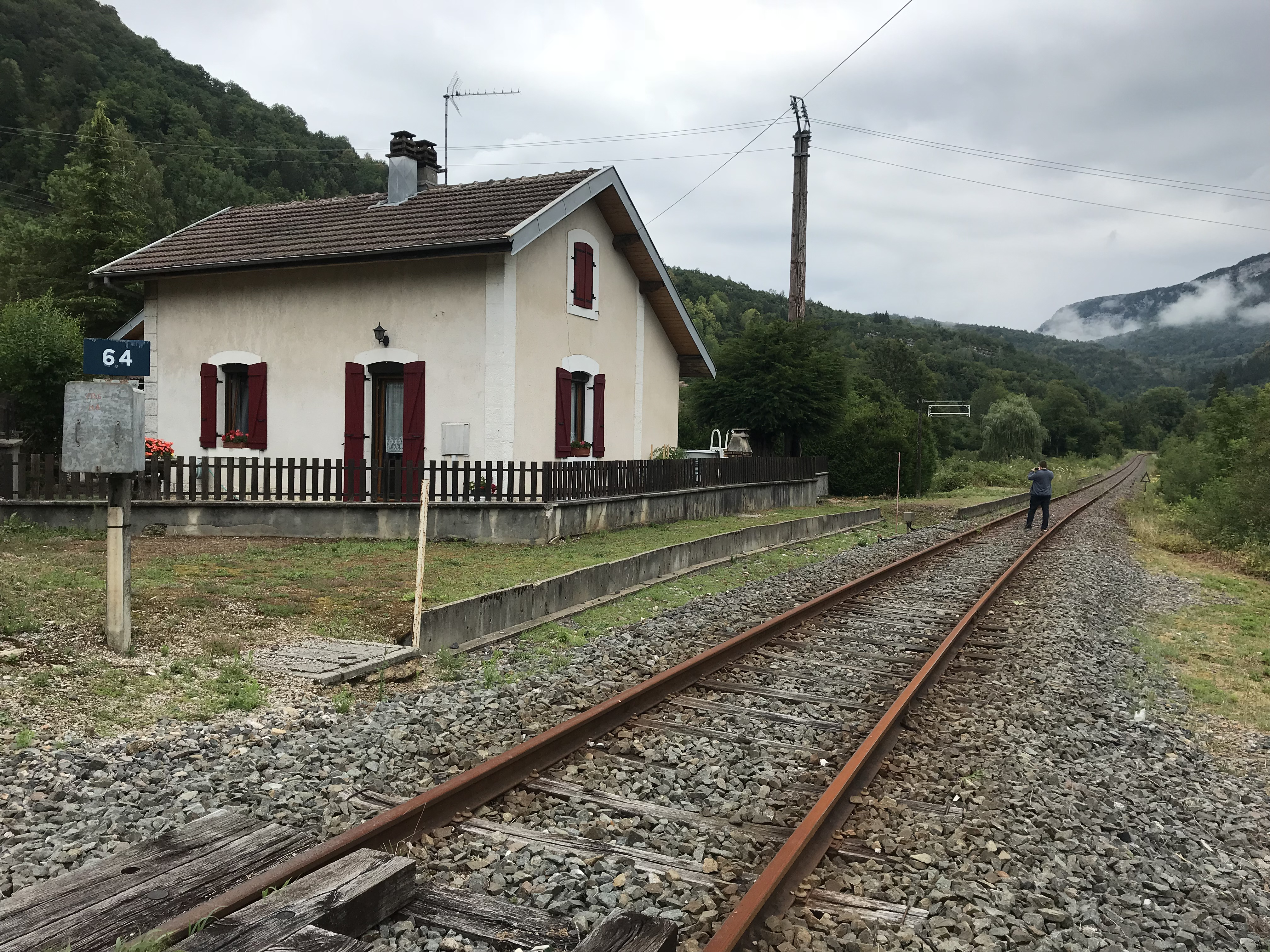
Ehemaliges Bahnhofsgebäude